# Chintalkunta, Devadurga
Chintalkunta là một làng thuộc tehsil Devadurga, huyện Raichur, bang Karnataka, Ấn Độ.